# Setmana Catalana de 2001
La Setmana Catalana de 2001 va ser la 38a edició de la Setmana Catalana de Ciclisme. Es disputà en 5 etapes del 26 al 30 de març de 2001. El vencedor final fou el neerlandès Michael Boogerd de l'equip Rabobank per davant de Danilo Di Luca i Manuel Beltran.
En aquesta edició desapareixia la doble etapa de l'últim dia i no hi havia contrarellotge. Els grans noms com Lance Armstrong, Marco Pantani, Jan Ullrich o Roberto Heras, van vindre a fer la pre-temporada. Al final va guanyar Boogerd amb el mateix temps que el segon Di Luca.

## Etapes
| Etapa | Data       | Ciutats d'etapa               | km    | Vencedor de l'etapa    | Líder de la general   |
| ----- | ---------- | ----------------------------- | ----- | ---------------------- | --------------------- |
| 1a    | 26 de març | Lloret de Mar – Lloret de Mar | 143,0 | Àngel Edo (ESP)        | Àngel Edo (ESP)       |
| 2a    | 27 de març | Lloret de Mar – Empuriabrava  | 169,0 | Serguei Smetanin (RUS) | Àngel Edo (ESP)       |
| 3a    | 28 de març | Castelló d'Empúries - Vic     | 173,3 | Aitor Silloniz (ESP)   | Denis Zanette (ITA)   |
| 4a    | 29 de març | Vic - Rasos de Peguera        | 161,7 | Danilo Di Luca (ITA)   | Michael Boogerd (NED) |
| 5a    | 30 de març | Berga - Cornellà de Llobregat | 152,4 | Marco Zanotti (ITA)    | Michael Boogerd (NED) |

### 1a etapa[1]
26-03-2001: Lloret de Mar, 143,0 km.:
|   | Ciclista               | Equip           | Temps      |
| - | ---------------------- | --------------- | ---------- |
| 1 | Àngel Edo (ESP)        | Milaneza-MSS    | 3h 25' 56" |
| 2 | Denis Zanette (ITA)    | Liquigas-Pata   | m. t.      |
| 3 | Stefano Garzelli (ITA) | Mapei-QuickStep | m. t.      |

### 2a etapa[2]
27-03-2001: Lloret de Mar – Empuriabrava, 169,0 km.
|   | Ciclista               | Equip                    | Temps      |
| - | ---------------------- | ------------------------ | ---------- |
| 1 | Serguei Smetanin (RUS) | Jazztel-Costa de Almeria | 4h 09' 08" |
| 2 | Carles Torrent (ESP)   | Jazztel-Costa de Almeria | + 05"      |
| 3 | Elio Aggiano (ITA)     | Mapei-QuickStep          | m. t.      |

### 3a etapa[3]
28-03-2001: Castelló d'Empúries - Vic, 173,3 km.:
|   | Ciclista                  | Equip             | Temps      |
| - | ------------------------- | ----------------- | ---------- |
| 1 | Aitor Silloniz (ESP)      | Euskaltel-Euskadi | 4h 29' 25" |
| 2 | José Manuel Vázquez (ESP) | Relax-Fuenlabrada | +06' 39"   |
| 3 | Denis Zanette (ITA)       | Liquigas-Pata     | +07' 05"   |

### 4a etapa[4]
29-03-2001: Vic - Rasos de Peguera, 161,7 km.:
|   | Ciclista              | Equip           | Temps      |
| - | --------------------- | --------------- | ---------- |
| 1 | Danilo Di Luca (ITA)  | Cantina Tollo   | 4h 24' 05" |
| 2 | Michael Boogerd (NED) | Rabobank        | + 11"      |
| 3 | Manuel Beltran (ESP)  | Mapei-QuickStep | + 17"      |

### 5a etapa[5]
30-03-2001: Berga - Cornellà de Llobregat, 152,4 km.:
|   | Ciclista            | Equip            | Temps      |
| - | ------------------- | ---------------- | ---------- |
| 1 | Marco Zanotti (ITA) | Liquigas-Pata    | 3h 17' 34" |
| 2 | Àngel Edo (ESP)     | Milaneza-MSS     | m.t        |
| 3 | Erik Zabel (GER)    | Deutsche Telekom | m.t        |

## Classificació General
|    | Ciclista               | Equip             | Punts       |
| -- | ---------------------- | ----------------- | ----------- |
| 1  | Michael Boogerd (NED)  | Rabobank          | 19h 55' 29" |
| 2  | Danilo Di Luca (ITA)   | Cantina Tollo     | m.t         |
| 3  | Manuel Beltran (ESP)   | Mapei-QuickStep   | + 07"       |
| 4  | Alex Zülle (SUI)       | Coast             | + 30"       |
| 5  | Marcelino García (ESP) | CSC-Tiscali       | +01' 06"    |
| 6  | Marcos Serrano (ESP)   | ONCE              | +01' 07"    |
| 7  | Bingen Fernández (ESP) | Euskaltel-Euskadi | +01' 08"    |
| 8  | Lance Armstrong (USA)  | US Postal         | +01' 13"    |
| 9  | Leonardo Piepoli (ITA) | iBanesto          | +01' 29"    |
| 10 | Dave Bruylandts (BEL)  | Domo-Farm Frites  | +01' 50"    |